# Garwood (New Jersey)
Pour les articles homonymes, voir Garwood.
Garwood est un borough situé dans le comté d'Union, dans l’État du New Jersey, aux États-Unis.